# TH+ SBT Interior
TH+ SBT Interior é uma emissora de televisão brasileira sediada em Araçatuba, cidade do estado de São Paulo. Opera no canal 7 (34 UHF digital), e é afiliada ao SBT. Pertence ao Grupo Thathi de Comunicação, que administra a emissora em sociedade com o Grupo Silvio Santos. Seus estúdios estão localizados no bairro Planalto, e sua antena de transmissão está no bairro Colinas, em Birigui. Possui ainda sucursais em Presidente Prudente e São José do Rio Preto, de onde é gerada a maior parte da programação.

## História
Em 28 de setembro de 1988, o presidente da república José Sarney outorgou a concessão do canal 7 VHF de Araçatuba para o então deputado federal paulista Jorge Maluly Netto. Em 15 de novembro de 1991, feriado da Proclamação da República, foi inaugurada a TV Interior (ou simplesmente, TVI), desde então afiliada ao SBT, sendo a sexta emissora da rede no estado de São Paulo.
Com o passar dos anos, a emissora expandiu sua cobertura pelo Oeste Paulista, alcançando atualmente 202 municípios, e instalando sucursais em São José do Rio Preto e Presidente Prudente. Em agosto de 2010, a TV Interior foi vendida para o empresário paranaense João Destro, proprietário da rede atacadista Destro Macroatacado, em sociedade com o Grupo Silvio Santos, que passou a deter 40% das ações. Em 2012, a emissora passou a se chamar SBT Interior.
Em 22 de outubro de 2024, o Grupo Destro vendeu os seus 60% das ações do SBT Interior ao Grupo Thathi de Comunicação, de propriedade do empresário Chaim Zaher, e responsável pela TV Thathi Vale (também afiliada ao SBT), no município de São José dos Campos, TV Thathi Litoral de Santos, TV Thathi de Campinas, TV Thathi de Ribeirão Preto, a rede de rádios Novabrasil FM, e de outras emissoras locais de rádio no interior de São Paulo. Com isso a emissora, ganha um novo nome, agora TH+ SBT Interior.

## Sinal digital
| Canal virtual | Canal digital | Resolução de tela | Programação                                     |
| ------------- | ------------- | ----------------- | ----------------------------------------------- |
| 7.1           | 34 UHF        | 1080i             | Programação principal da TH+ SBT Interior / SBT |

A emissora iniciou suas transmissões digitais em 13 de agosto de 2013, através do canal 34 UHF para Araçatuba e áreas próximas. Em março de 2018, passou a exibir a programação do SBT e produzir seus programas locais em alta definição.
Transição para o sinal digital
Com base no decreto federal de transição das emissoras de TV brasileiras do sinal analógico para o digital, a TH+ SBT Interior, bem como as outras emissoras de Araçatuba, cessou suas transmissões pelo canal 7 VHF em 12 de dezembro de 2018, seguindo o cronograma oficial da ANATEL.